# Mark Chance Bandy
Mark Chance Bandy (* 22. Juli 1900 in Redfield (Iowa); † 3. Juni 1963) war ein US-amerikanischer Bergbauingenieur, Geologe, Mineraloge und Mineraliensammler.
Bandy ging nach der High School auf die Drake University in Des Moines, wobei er sein Studium teilweise als Verkäufer finanzierte und 1922 seinen Bachelor-Abschluss in Chemie machte. Danach ging er auf die Columbia University, an der er 1925 seinen Master-Abschluss in Geologie und 1926 seinen Master-Abschluss als Bergbauingenieur machte. 1938 wurde er an der Harvard University in Mineralogie promoviert. Er arbeitete als Bergbauingenieur in Südamerika, aber auch in Europa, Afrika und den USA, zum Beispiel in Venezuela für Bethlehem Steel, für Patino Mines in Llallagua in Bolivien (er war deren Chefgeologe und veröffentlichte über die dortigen Mineralienvorkommen), in Chile für die Chile Exploration Company, für Rhodesia Copper Ventures in Rhodesien und in Utah für die Utex Exploration Company. Er handelte auch mit Mineralien, sammelte für die Smithsonian Institution (US National Museum in Washington D.C.) und die Harvard University (Harvard Mineralogical Museum)  und baute selbst eine bedeutende Sammlung auf, die er in einem eigenen Gebäude präsentierte, nachdem er 1958 in Wickenberg (Arizona) in den Ruhestand ging. 1963 starb er an den Folgen einer Tropenkrankheit, die er sich in Ghana holte. Seine Sammlung ging überwiegend an das Los Angeles County Museum, teilweise auch an die Iowa Mineral Society, die sie in der Drake University ausstellte. Er war zeitweise Lecturer für Geochemie an der Universität St. Andrews.
Er veröffentlichte unter anderem über die Geologie der Osterinseln, die Bildung von Magneteisenstein und Lagerstätten und Mineralprovinzen in Südamerika.
Bandy war seit 1929 mit Jean Arney verheiratet, die ihn auf seinen mineralogischen Exkursionen weltweit begleitete. Das Mineral Jeanbandyit ist nach ihr benannt. Bandy und seine Frau übersetzten De natura fossilium (1546) von Georg Agricola vom Lateinischen ins Englische.

## Ehrungen und Mitgliedschaften
Er war Ehrenmitglied der Mineralogical Society of Great Britain and Ireland.
Das Mineral Bandylith, das er 1935 in Chile fand, ist nach ihm benannt.